# Мехкерг
Мехкерг (лезг. Мехкерг) — упразднённое село в Сулейман-Стальском районе Дагестана. На момент упразднения входило в состав Цмурского сельсовета. В 1975 году жители села переселены в село Новая Мака. Исключено из учётных данных в начале 1990-х годов

## География
Располагалось в месте слияния рек Макавац и Шанкам, в 3 км к западу от села Качалкент.
Мехкерг располагается на территории Касумкентского заказника.

## История
До вхождения Дагестана в состав Российской империи селение входило в состав Кутуркюринского магала Кюринского ханства. После присоединения ханства к Российской империи числилось в Рухунском сельском обществе Кутур-Кюринского наибства Кюринского округа Дагестанской области. В 1895 году селение состояло из 30 хозяйств. По данным на 1926 год село состояло из 61 хозяйства. В административном отношении входило в состав Рухунского сельсовета Касумкентского района. В советские годы действовал колхоз имени XXI Партсъезда. В 1966 году село было разрушено землетрясением. Жителей населённого пункта, было решено переселить в 5-е отделение совхоза «Калининский» в село Новая Мака.
В селе находятся два памятника архитектуры местного значения: почитаемое место пир и мечеть.

## Население
| Год       | 1895 | 1907 | 1926 | 1939 | 1970 | 1989 |
| --------- | ---- | ---- | ---- | ---- | ---- | ---- |
| Население | 343  | 310  | 287  | 264  | 166  | 0    |

По данным Всесоюзной переписи населения 1926 года, в национальной структуре населения лезгины составляли 100 %